# Macropsis notata
Macropsis notata är en insektsart som beskrevs av Karl Prohaska 1923. Macropsis notata ingår i släktet Macropsis och familjen dvärgstritar. Inga underarter finns listade i Catalogue of Life.